# Leptogenys wheeleri
Leptogenys wheeleri är en myrart som beskrevs av Auguste-Henri Forel 1901. Leptogenys wheeleri ingår i släktet Leptogenys och familjen myror. Inga underarter finns listade i Catalogue of Life.

## Bildgalleri

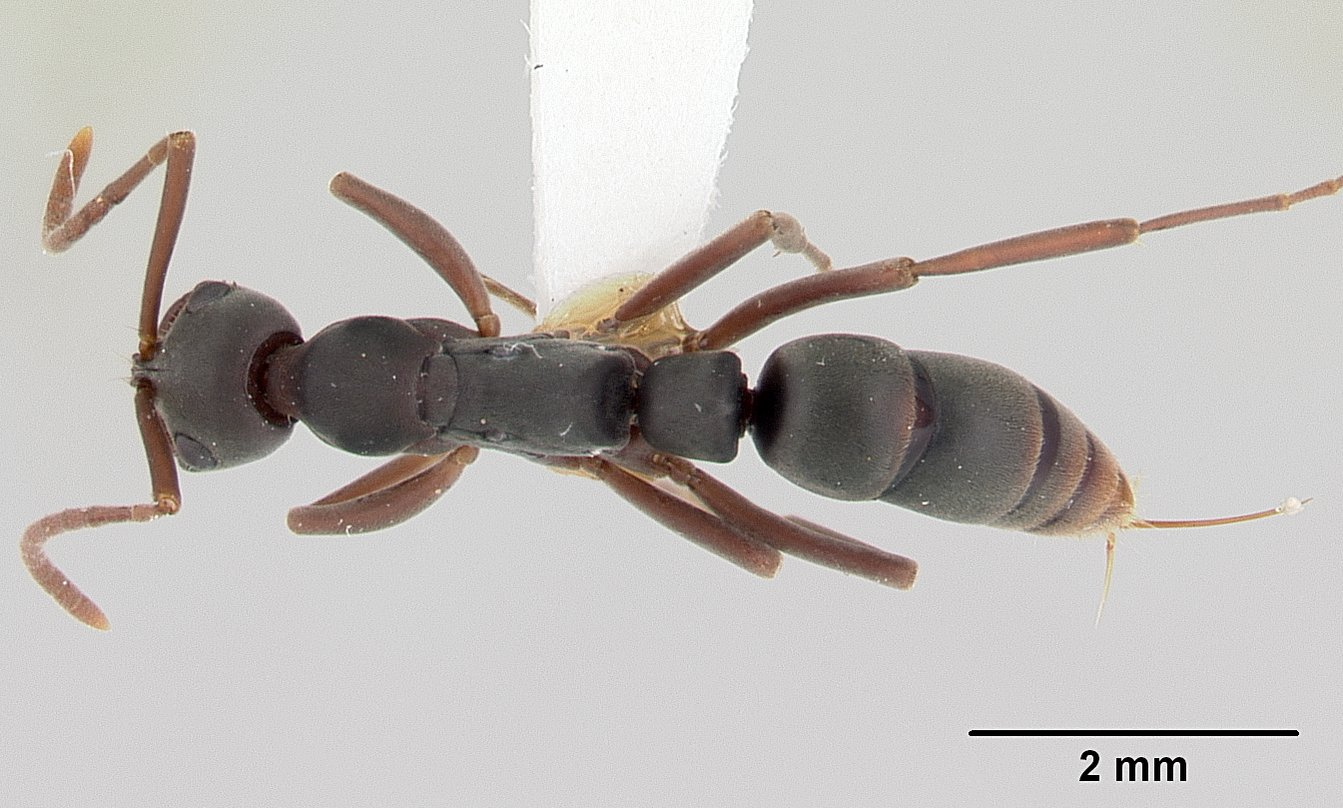
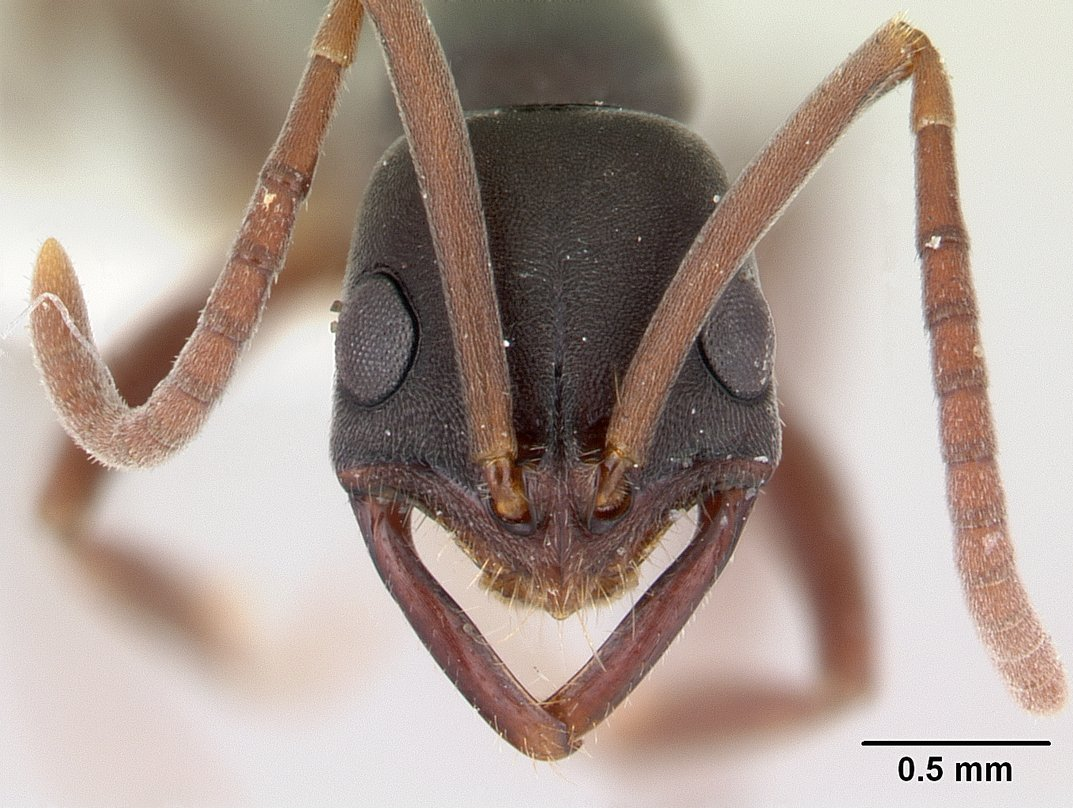
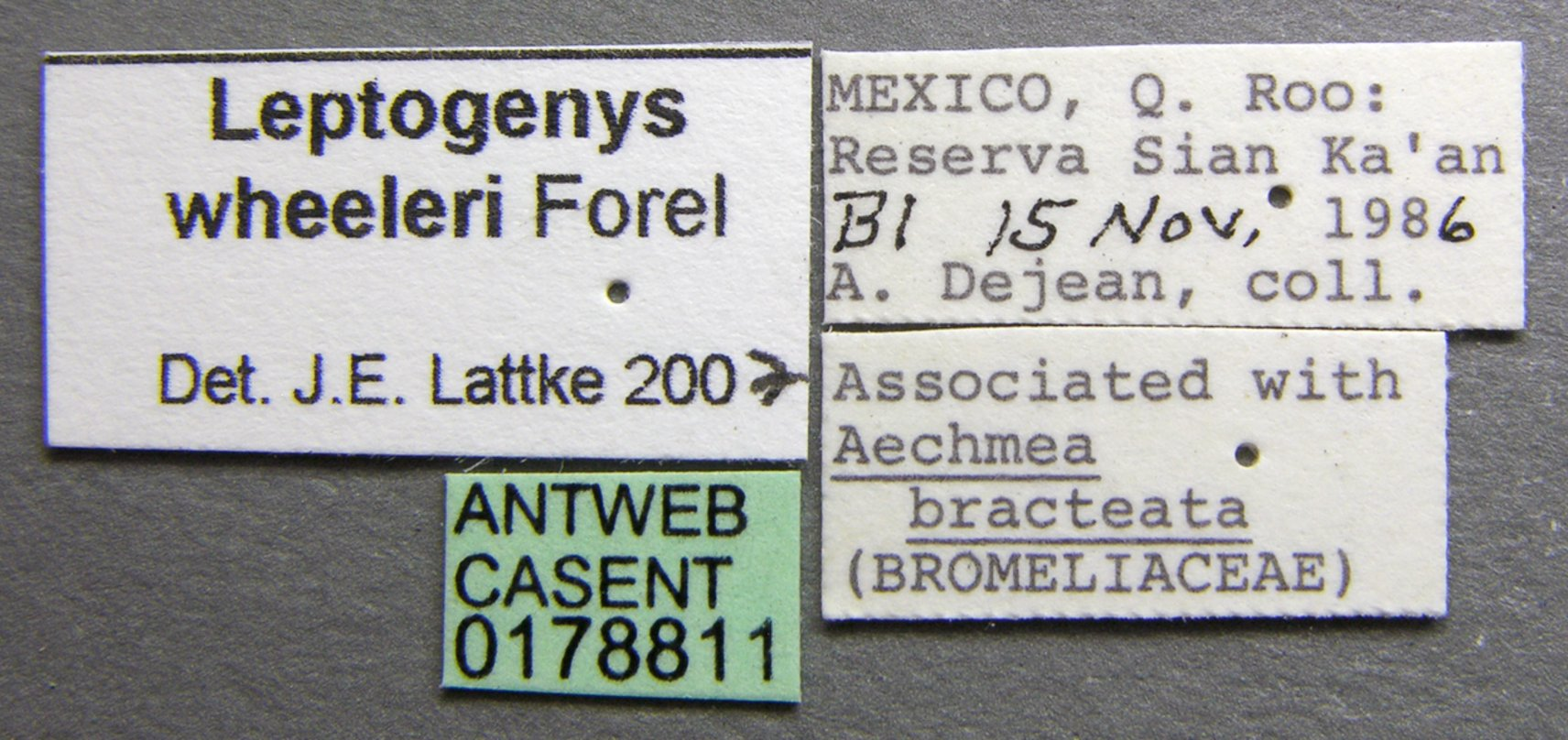
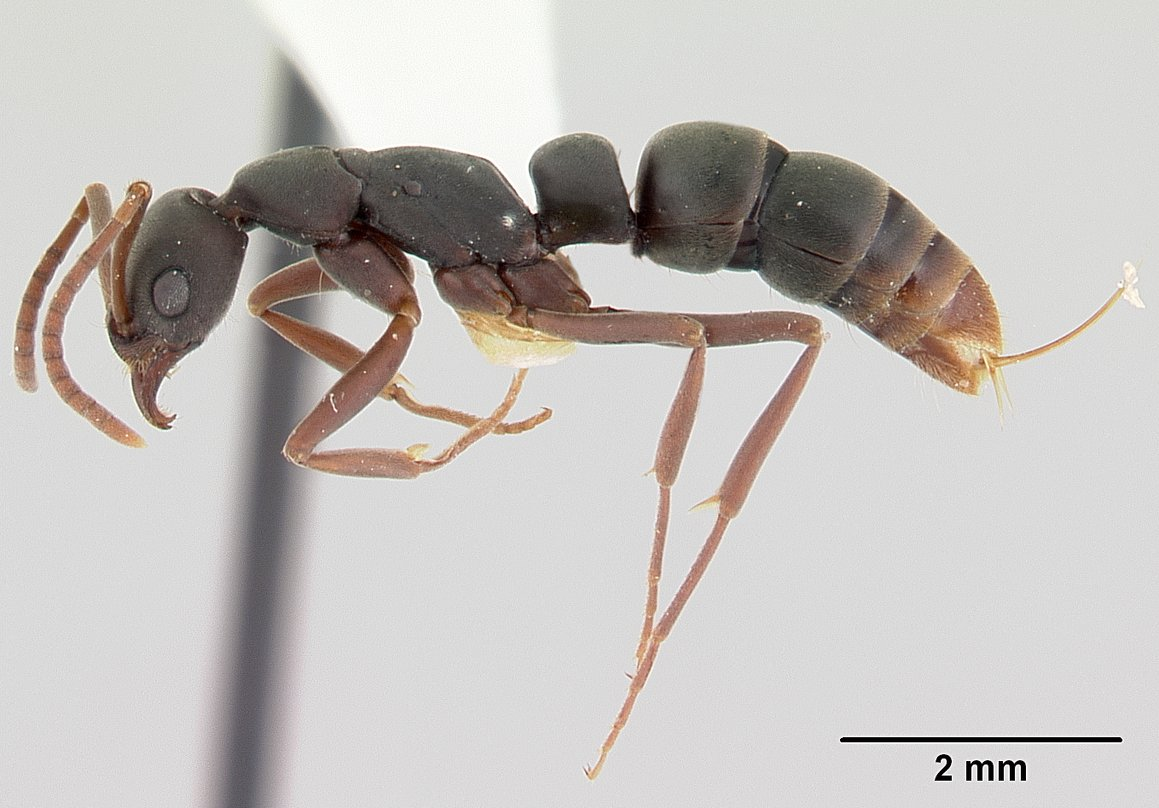